# 佩鲁贾美术学院
佩鲁贾"Pietro Vannucci"美术学院是意大利最古老的美术学院之一。它不是意大利的国立美术学院，但根据1999年法律，学院被认定为高等艺术教育机构，可授予学士和硕士学位。

## 历史
佩鲁贾美术学院成立于1573年，是意大利第二古老的美术学院，仅次于佛罗伦萨美术学院。
1791年，学院第一部章程出版。19世纪初，在托马索·米纳尔迪主持下，学院进行了现代化改革，更名为美术学院，设立博物馆和图书馆，提供奖学金资助学生深造。
20世纪初，学院数次搬迁，最终落户于前圣弗朗西斯修道院。学院拥有丰富的艺术藏品，包括图书、石膏模型、素描作品和绘画作品等。新世纪之初，学院吸纳了多位艺术大师，并创办了工艺美术学院。1923年，"贝尔纳迪诺·迪·贝托"艺术学院并入。

## 学院美术馆
学院博物馆保存着价值不可估量的历史和艺术遗产：欧洲重要雕塑作品的预备石膏模型，如卢卡-德拉罗比亚（Luca Della Robbia）作品的原始石膏模型、米开朗基罗和他的学生文森佐-丹蒂（Vincenzo Danti）雕塑的美第奇陵墓石膏模型、安东尼奥-卡诺瓦（Antonio Canova）的《普里阿姆之死》石膏模型（2013 年部分遗失[4]）、《三圣母》石膏模型或贝特尔·托瓦尔森的《牧童与狗》石膏模型；此外，这里还有绘画柜，其中包括乔瓦尼-巴蒂斯塔-皮拉内西（Giovanni Battista Piranesi）和让-巴蒂斯特-维卡（Jean-Baptiste Wicar）等人的绘画作品，以及从卡尔-克里斯蒂安-沃格尔-冯-沃格尔斯坦（Carl Christian Vogel von Vogelstein）到阿尔贝托-布里（Alberto Burri）等人的绘画作品展厅。